# Леонель Ернандес
Леонель Ернандес (ісп. Leonel Hernández, нар. 3 жовтня 1943, Картаго) — костариканський футболіст, що грав на позиції нападника за клуб «Картагінес» та національну збірну Коста-Рики.

## Клубна кар'єра
Народився 3 жовтня 1943 року в місті Картаго. Вихованець юнацьких команд футбольних клубів «Барріо Ла Соледад», КОВАО та «Картагінес».
У дорослому футболі дебютував 1962 року виступами за головну команду останньої, кольори якої і захищав протягом усієї своєї кар'єри гравця, що тривала шістнадцять років. За цей час провів 360 матчів за «Картагінес», досягнення, яке лише 2013 року змог повторити Денні Фонсека.

## Виступи за збірні
1962 року залучався до складу молодіжної збірної Коста-Рики.
1963 року дебютував в офіційних матчах у складі національної збірної Коста-Рики. Загалом протягом кар'єри у національній команді, яка тривала 10 років, провів у її формі 35 матчів, забивши 11 голів.

## Титули і досягнення
- Переможець Чемпіонату націй КОНКАКАФ: 1969
- Бронзовий призер Чемпіонату націй КОНКАКАФ: 1965